# Bronze Records
Bronze Records war ein britisches Independent-Label mit Sitz in London, das auf Hardrock und Heavy Metal spezialisiert war. Über das Label erschienen in den 1970er Jahren Alben von Uriah Heep, Manfred Mann’s Earth Band oder Motörhead.

## Geschichte
Über seinen Vater, der die Bron Artists Ltd. betrieb, gelangte Gerry Bron in Kontakt mit Gene Pitney und übernahm dessen Management. Er stieg in das Unternehmen seines Vaters ein, das weitere Künstler wie Manfred Mann und Uriah Heep unter Vertrag nahm. Im Jahr 1971 gründete Bron Bronze Records, um die Veröffentlichungen der von ihm gemanagten Bands selber in die Hand nehmen zu können. Die Idee zu dem Namen stammt von dem damaligen Uriah-Heep-Schlagzeuger Ian Clarke. Bron, der während seiner Arbeiten für Vertigo Records Erfahrungen bei der Musikproduktion gesammelt hatte, nahm weitere Bands unter Vertrag und veröffentlichte in den 1970ern mit beachtlichem kommerziellen Erfolg Alben von Bands wie Osibisa, Hawkwind, Girlschool und Motörhead. Nachdem um 1983 herum mehrere wichtige Bands das Label verlassen hatten, unter ihnen Uriah Heep, Motörhead und Girlschool, geriet es wegen sinkender Verkaufszahlen in finanzielle Schwierigkeiten. Aus diesem Grund wurden 1986 sämtliche Rechte am Labelkatalog an Castle Communications verkauft. Das Label ist seit Anfang der 2000er wieder aktiv, der aktuelle Status ist nicht bekannt.

## Wichtige Künstler (Auswahl)
- Colosseum
- Girlschool
- Hawkwind
- Juicy Lucy
- Manfred Mann’s Earth Band
- Motörhead
- Osibisa
- Sally Oldfield
- The Damned
- Uriah Heep